# Mőcsény
Mőcsény  (németül Metschke) község Tolna vármegyében, a Bonyhádi járásban. Hozzá tartozik 1934 óta Palatinca, 1959 óta pedig Zsibrik.

## Fekvése
A megye déli részén helyezkedik el, Bonyhád és Bátaszék között, előbbihez valamivel közelebb. Három településrésze egyértelműen elkülönül egymástól, közúton mindegyiket legalább két kilométernyi távolság választja el a másik kettőtől. Mőcsény központja északnyugaton, Zsibrik délnyugaton, Palatinca pedig keleten helyezkedik el a többi településrészhez képest.
A szomszédos települések: észak felől Grábóc, északkelet felől Szálka, délkelet felől Mórágy, dél felől Bátaapáti, délnyugat felől Ófalu, nyugat felől Cikó, északnyugat felől pedig Bonyhád.

### Megközelítése
A településen (Mőcsényen és Palatincán is), annak főutcájaként az 5603-as út vezet végig, ez a legfontosabb közúti megközelítési útvonala a 6-os főút bonyhádi szakasza és Bátaszék, az 55-ös és az 56-os főút találkozása felől is. Az 5601-es út Szekszárd déli határszélével köti össze a települést.
Vonattal a MÁV 50-es számú Dombóvár–Bátaszék-vasútvonalán érhető el. Mőcsény megállóhely a vonal állomásainak viszonylatában Cikó és a volt mórágyi vasútállomás között helyezkedik el. A megállóhelynél Mórágy irányában egy 607 méter hosszú alagút épült a vonalon.

## Közélete

### Polgármesterei
- 1990–1994: Sikabonyi Miklós (független)[3]
- 1994–1998: László Péter (független)[4]
- 1998–2002: Krachun Elemér (független)[5]
- 2002–2006: Krachun Elemér (független)[6]
- 2006–2010: Krachun Elemér (független)[7]
- 2010–2014: Krachun Elemér (független)[8]
- 2014–2019: Krachun Elemér (független)[9]
- 2019–2022: Krachun Elemér (független)[10]
- 2022–2024: Salgó Ivett (független)[11]
- 2024– : Salgó Ivett (független)[1]

A településen 2022. július 31-én időközi polgármester-választást kellett tartani, mert a korábbi polgármester 2022. április 13-án elhunyt.

## Népesség
A település népességének változása:
| Lakosok száma | 386  | 383  | 381  | 377  | 322  | 322  | 327  |
|               | 2013 | 2014 | 2015 | 2021 | 2022 | 2023 | 2024 |

A 2011-es népszámlálás során a lakosok 80,3%-a magyarnak, 0,3% horvátnak, 0,8% németnek, 0,3% szlovénnek mondta magát (18,9% nem nyilatkozott; a kettős identitások miatt a végösszeg nagyobb lehet 100%-nál). A vallási megoszlás a következő volt: római katolikus 61,5%, református 3,5%, evangélikus 1,6%, felekezeten kívüli 9,2% (23,5% nem nyilatkozott).
2022-ben a lakosság 93,8%-a vallotta magát magyarnak, 2,5% németnek, 0,6% cigánynak, 0,3% szlovénnek, 0,3% románnak, 1,6% egyéb, nem hazai nemzetiségűnek (6,2% nem nyilatkozott; a kettős identitások miatt a végösszeg nagyobb lehet 100%-nál). Vallásuk szerint 39,8% volt római katolikus, 1,2% református, 0,9% evangélikus, 0,9% egyéb keresztény, 0,9% egyéb katolikus, 10,9% felekezeten kívüli (45,3% nem válaszolt).